# Leonhard Kaupisch
Leonhard (Leonard) Kaupisch (1. september 1878 i Bitterfeld, Preussen – 26. september 1945 i Weimar) var en tysk general. Han var øverstbefalende for de tyske tropper i Danmark ved besættelsen den 9. april 1940 til 1. juni 1940.

## Karriere
I marts 1898 indtrådte han som fanejunker i Det Schlesiske Fodregiment nr. 6, og i august 1899 blev han udnævnt til løjtnant. Fra 1907 til 1909 gennemførte han uddannelsen på Krigsakademiet i Lichterfelde og blev derefter udnævnt til overløjtnant. Fra 1911 gjorde han tjeneste i Den store Generalstab i Berlin. Her var han også tjenstgørende under Første Verdenskrig og steg efterhånden i graderne til major. I løbet af krigen blev han dekoreret med Jernkorsets to grader samt ridderkorset af den Hohenzollernske Husorden.
Efter 1. Verdenskrig overgik han til det nye Rigsværn (Reichswehr) og kom i 1923 til 7. Bayerske Artilleriregiment, hvor han blev afdelingschef. Herfra kom han til artilleriskolen i Jüterbog, hvor han i 1927 blev udnævnt til oberst. Han fortsatte sin karriere inden for artilleriet, indtil han i 1932 afgik fra tjenesten med grad af generalløjtnant. 
Den 1. april 1934 indtrådte han i Luftwaffe, hvor han i december 1935 blev udnævnt til flyvergeneral. Med udgangen af marts 1938 afgik han fra Luftwaffe, men allerede i begyndelsen af 1939 indtrådte han igen i hæren. Ved udbruddet af 2. Verdenskrig var han øverstkommanderende for et armékorps, og i midten af september 1939 blev han militærguvernør i Danzig-Westpreussen. 

## Operation Weserübung
I slutningen af 1939 blev hans stab omdannet til den såkaldte Højere Kommando XXXI. Det var som chef for denne kommando, at han den 9. april 1940 stod i spidsen for Operation Weserübung Süd, dvs. besættelsen af Danmark. På dagen for invasionen opholdt Kaupisch sig i Flensborg. Han ankom til København den 10. april. Herefter var han til 1. juni 1940 øverstkommanderende for de tyske tropper i Danmark. I Danmark boede han på Hotel D'Angleterre, hvor han også havde sit hovedkvarter. Pga. sit navn fik han af danskerne øgenavnet "kopis". 

## Senere skæbne
Kaupisch blev pr. 1. juni 1940 forsat til hærens føringsreserve med grad af general af artilleriet. Den 10. april 1942 blev han endegyldigt pensioneret. Han døde den 26. september 1945 i Weimar.
Det ses ofte i dansk og tysk litteratur, at Kaupischs navn forstærkes med et "von". Dette er ikke korrekt. Kaupisch var ikke adelig og har ikke selv benyttet det adelige præfiks.